# F.E.A.R.: First Encounter Assault Recon
F.E.A.R.: First Encounter Assault Recon – gra FPS survival horror wyprodukowana przez Monolith Productions i wydana w 2005 roku przez Sierra. Silnik gry Lithtech: Jupiter (EX) wykorzystuje biblioteki DirectX 9.0c.
Grę cechuje wysoka jakość efektów specjalnych, możliwość spowolnienia czasu oraz bardzo dobra fizyka i SI wrogów, którzy chowają się za osłonami terenowymi, rzucają granaty i starają się okrążyć gracza.
17 sierpnia 2006 roku udostępniono za darmo tryb wieloosobowy gry jako F.E.A.R. Combat. Po wydaniu poprawki 1.07 zarówno gracze F.E.A.R.: First Encounter Assault Recon jak i F.E.A.R. Combat mogą grać razem.

## Fabuła
W 2002 roku Stany Zjednoczone powołują do istnienia jednostkę sił specjalnych First Encounter Assault Recon przeznaczoną do walki ze zjawiskami paranormalnymi. Gracz wciela się w rolę nowo przyjętego agenta awangardy F.E.A.R. i ma za zadanie unieszkodliwić zagrożenie ze strony Paxtona Fettela i jego armii klonów, z którą porozumiewa się telepatycznie. Fettelem zaś kieruje mała dziewczynka, tajemnicza Alma. Fettel jest wytworem programu produkcji klonów tworzonych na zamówienie Armii USA. Program ten, nazwany „Pochodzenie” (ang. Project Origin), zakładał, że Fettel miał kierować swoimi żołnierzami w walce telepatycznie, bez wystawiania się na ogień przeciwnika. Jednak dochodzi do buntu, o którym on i jego oddział atakuje kilka miejsc, m.in.: siedzibę Armacham Technology Corporation (ATC), która odpowiada za produkcję armię klonów. Po zabiciu niektórych pracowników firmy, Fettel dokonuje na nich częściowego kanibalizmu, wchłaniając przy tym wspomnienia martwych ludzi. W ten sposób dowiaduje się, że w podziemiach kompleksu znajduje się krypta, w której przebywa Alma. Okazuje się, że jest ona matką Paxtona Fettela i głównego bohatera oraz ma siostrę, Alice Wade. Pierwszy projekt, w którym dowódcą miał być główny bohater, nie udał się i krypta została zamknięta. Alma jest osobą posiadającą zdolności psioniczne. Jedynym jej celem miało być urodzenie dowódców armii klonów. Będąc w krypcie, jest w stanie śpiączki, a Fettel pragnie ją uwolnić. Ginie, ale Alma zostaje uwolniona przez pewnego naukowca, który pragnął ją uratować. Tym naukowcem jest Harlan Wade, jej ojciec. Harlan zostaje jednak zabity przez Almę. Ta ucieka z krypty, ale ciałem, a nie jak wcześniej tylko duszą. Gdy kompleks zostaje zniszczony, bohater ucieka śmigłowcem, ale nagle dostaje się do niego Alma i następuje koniec gry.

## Dodatki
F.E.A.R. Extraction Point to pierwszy oficjalny dodatek do F.E.A.R.: First Encounter Assault Recon wydany w 2006 roku. Drugi oficjalny dodatek F.E.A.R. Perseus Mandate został wydany w 2007.

## Recenzje
- Nowa Fantastyka, 2/2006, s.74